# NGC 7439
NGC 7439 (другие обозначения — PGC 70134, UGC 12273, MCG 5-54-21, ZWG 496.27, NPM1G +28.0471) — линзообразная галактика (SB0) в созвездии Пегас.
Этот объект входит в число перечисленных в оригинальной редакции «Нового общего каталога».